# Kung Tryggves grav
Kung Tryggves grav (auch Tryggverör genannt) ist eine Röse (schwedisch Gravröse oder Rojr) auf der Insel Tryggö in Sotenäs in der schwedischen Provinz Västra Götalands län und der historischen Provinz Bohuslän in Schweden.
In der bronzezeitlichen Röse soll der Legende nach der König Tryggve Olafsson, der Vater von Olav I. Tryggvason, begraben sein, der 963 zusammen mit zwölf Männern von seinem Halbbruder Gottorm Eriksson (928–953) in einen Hinterhalt gelockt und getötet wurde.
Tryggö gehörte im 10. Jahrhundert als Teil von Ranrike zur norwegischen Provinz Viken, deren Süden heute in Bohuslän liegt. Die Insel ist Teil des Naturreservats Ramsvikslandet och Tryggö und liegt unweit von Hunnebostrand am südlichen Eingang des Sotenkanals.
Namen, die sich auf einen König beziehen sind bei mehreren Megalithanlagen (Kung Björns Grav, Kung Rings Grav, Kung Östens Grav), bei Runensteinen Kung Kåres sten und bei Bautasteinen (Kung Götriks sten, Kung Anes Sten, Kung Sigges sten bzw. Steinpaare Kung Råds grav) anzutreffen und in Dänemark noch häufiger.
Großhügel mit einem Durchmesser von mehr als 30 Metern heißen in Schweden oft „Kungshögen“ (deutsch „Königshügel“). Sie sind vorzugsweise um den Mälaren anzutreffen, einige Beispiele finden sich auch in anderen Landschaften. Die Großhügel stammen oft aus der jüngeren Eisenzeit. Einige der größten sind: Anundshög in Västmanland, Grönehög in Bohuslän, Högom in Medelpad, Inglinge hög in Småland, Kung Ises Hög bei Laholm in Halland, Kung Ranes hög in Västergötland, Ledbergs kulle in Östergötland, Randens hög in Halland, Skalunda hög in Västergötland, Ströbo hög in Västmanland und die drei Hügel in Alt-Uppsala in Uppland. Der als „Kung Björns hög“ bezeichnete Hagahögen im Hågadalen westlich von Uppsala, ein etwa 7,0 Meter hoher Grabhügel mit 45,0 m Durchmesser, gilt als Skandinaviens goldreichstes Bronzezeitgrab.